# 德國多數社會民主黨
德国多数社会民主党（德語：Mehrheitssozialdemokratische Partei Deutschlands，缩写为MSPD）是德国社会民主党1917年—1922年使用的名称，以区别德国独立社会民主党。通常简称社民党。

## 分裂
战前，社民党内曾就反对战争进行多次讨论。一战爆发后，社民党就城堡和平（Burgfriedenspolitik）达成一致，尽管有许多不同意见，但他们无一反对在帝国议会的战争信贷法案。1915年12月，20名社民党议员在帝国议会发表反对战争的声明，这20名来自社民党的议员也在帝国议会中反对战争信贷法案。

## 重归一统
1922年9月24日，两党在纽伦堡召开联合党大会后再次正式合并，采用德国联合社会民主党（德語：Vereinigte Sozialdemokratische Partei Deutschlands，VSPD，“德国联合社会民主党”）一称，1924年再改为社民党。